# Реологическое общество
Реологи́ческое о́бщество (англ. The Society of Rheology) — некоммерческое научное общество, объединяющее физиков, химиков, биологов, инженеров и математиков, проявляющих интерес к проблемам реологии — науке о деформациях и текучести материалов. Основано 9 декабря 1929 года. Член Американского института физики.
Целью общества является развитие реологии и её приложений.

## Состав
Общество является немногочисленным по сравнению со многими другими научными обществами. По состоянию на 2010 год его численность составляет порядка 1700 членов.

## Издательская деятельность
С момента основания обществом издаётся научный журнал «Journal of Rheology», до 1978 года носивший название «Transactions of The Society of Rheology». В 2008 году его импакт-фактор составлял 2,676). В дополнение к этому дважды год выходит вестник общества «Rheology Bulletin». Также публикуются аннотации докладов, представленных на ежегодных съездах общества.

## Медали и премии
Реологическое общество присуждает ряд научных медалей и премий за достижения в области реологии:
- Медаль Бингхэма — вручается с 1948 года за исключительный вклад в реологию.
- Премия Артура Метцнера для молодых — вручается членам общества моложе 35 лет, проявившим себя в реологических исследованиях.
- Премия за выдающиеся заслуги — вручается за выдающиеся заслуги перед обществом.
- Премия за публикацию в журнале «Journal of Rheology» — вручается с 1994 года за лучшую работу, опубликованную в течение двух последних лет
- Премия за лучший студенческий постер — вручается с 2001 года студенту, сделавший лучший постерный доклад на ежегодном собрании общества.
- Премия за лучший постдокторский постер — учреждена в 2009 году для поощрения членов, занимающих постдокторские позиции.

## История
Реологическое общество было организовано 9 декабря 1929 года. В 1931 году общество стало одним из соорганизаторов Американского института физики, членом которого является по сей день.